# Augusta Svendsen
Augusta Svendsen, född 1835 i Keflavik, död 1924 i Reykjavik, var en isländsk köpman.
Hennes föräldrar var Kristín Gunnarsdóttir och pastor Snorri Sæmundsson. Hennes bror, Lárus Snorrison, var köpman i Isafjörður. Augústa gifte sig med Hendrik Henckel Svendsen, som drev en butik på Djúpivogur. Han dog 1862 och butiken gick i konkurs. Hon flyttade då till Köpenhamn, Danmark, där hon bodde fram till 1886. 
Året därpå, 1887, återvände hon till Reykjavik tillsammans med sin dotter Henrietta Louise, gift med Björn Jensson, lärare vid en skola i Reykjavik. Augústa öppnade då en butik i Reykjavík från 1887, och anses vara den första kvinnliga försäljaren i staden.
Några år senare, 1903, köpte hon ett hus på Aðalstræti 12 och öppnade en butik, Refill, på första våningen. Butiken sålde bland annat importerade varor från Tyskland och Frankrike samt material till den isländska folkdräkten. Björn Jensson avled redan 1904 och Augústa tog därefter hand om dottern och hennes många barn. 
Butiken blev mycket framgångsrik och drevs av Augústas ättlingar fram till 1950-talet. Augústa Svendsens brevsamling finns idag på Kvinnohistoriska museet, Reykjavik.